# Varuna (iranische Gottheit)
Varuna ist eine iranische Gottheit, welche im Avesta und in der zoroastrischen Mythologie mit dem Beinamen „Apam Napat“ („Enkelsohn der Gewässer“) verehrt wird und neben Mithra zu den höchsten Gottheiten der frühen iranischen Religionsgeschichte zählt. Beiden kommt im Avestischen die Bezeichnung 
„Ahura“ („Herr“) zu. Varuna gilt als Personifikation der Wahrheit. Als Varunas Wohnstätte begegnet uns das Meer Vourukasha (Vouru.kaša, Avestisch) entsprechend dem Meer Farāxkart in der Pahlavi-Literatur. 
Dem Paar Mithra und Varuna erscheint bereits früh die Gestalt des Ahura Mazda übergeordnet, welche auf ihr Handeln leitend und herrschend einwirkt. In Verbindung mit Varuna Apam Napat erscheint die Gestalt Xwarenah (Avestisch; Pahlavi Xwarrah, Neupersisch Farr; Herrlichkeit, Glanz), welche als „gottgegebene Herrlichkeit“ bzw. „Gottes Gnade“ jene verlässt, welche den Pfad der Wahrheit verlassen.  
In der achämenidischen Epoche trat spätestens unter Artaxerxes II. die Gottheit Ardvi Sura Anahita als eine der drei höchsten und meistverehrten Gottheiten neben Mithra und Ahura Mazda, während Varuna vergleichsweise in den Hintergrund rückte. Varuna wird jedoch auch heute seitens des zoroastrischen Klerus verehrt und behält seinen Platz im Ritual und Gebet.
Eine unterschiedliche Gestalt und Funktion weist Varuna als indische Gottheit gleichen Namens auf.